# Hodruša-Hámre
Hodruša-Hámre je obec na Slovensku, začleněna do okresu Žarnovica. Vznikla spojením obcí Banská Hodruša, Dolné Hámre, Baňa, Vrch a Kopanice.

## Polohopis
Nachází se v západní části Štiavnických vrchů v Hodrušském údolí na středním Pohroní v západním svahu někdejšího Štiavnického stratovulkánu, jehož erupce před 14–13 miliony let vytvarovaly území Štiavnických vrchů dnešního středního Slovenska .
Rozprostírá se od úrovně řeky Hron, která teče západním směrem a při Žarnovici dosahuje nadmořskou výšku 212 m n. m., až po hřeben Štiavnických vrchů.
Celou Hodrušské-hámorskou dolinou protéká Hodrušské potok. Jeho délka je 13,5 km, pramení pod vrchem Tanád při Banské Štiavnici v nadmořské výšce 830 m n. m.
Podnebí přírodně, historicky a turisticky nejzajímavějších území obce je podmíněno zeměpisnou polohou Štiavnického pohoří, které klimaticky patří převážně do oblasti mírně teplého, vrchovitého a vlhkého podnebí s průměrnou roční teplotou 6 až 8 °C, v létě 18 až 24 °C av zimě od −2 do −10 °C.
Území obce má celkem 46,3 km², sestává ze tří katastrálních území: Banská Hodruša, Dolné Hámre a Kopanice.

## Dějiny

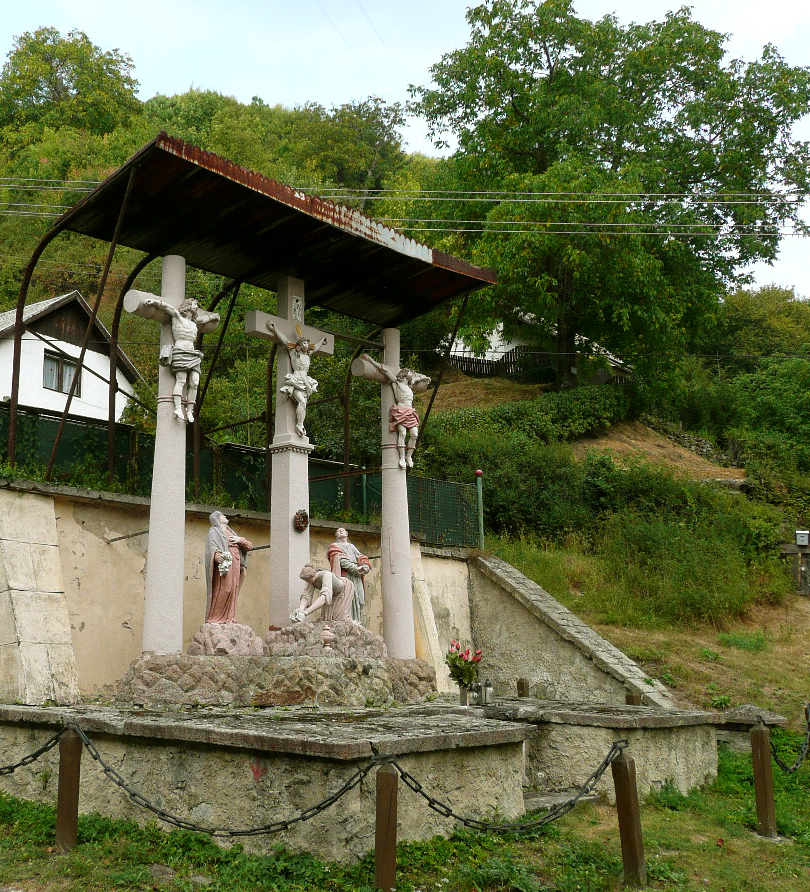
Hodrušské Kalvárie z roku 1820

Obec Hodruša-Hámre vznikla v roce 1971 spojením dvou sousedících obcí v Hodrušské údolí – Báňské Hodruša a Dolních Hamrů, ke kterým byla r. 1980 připojena i dosud samostatná horská obec Kopanice. Všechny jsou známé především svou hornickou historií, původním prvotním zpracováním rud – (hutnictvím, železářství, zpracováním stříbra či strojírenstvím). První písemné zmínky o jednotlivých částech obce pocházejí z konce 13. a 14. století (Kopanice 1286, Banská Hodruša 1352, Dolní Hámre 1391).
Všechny zmíněné části jsou součástí banskoštiavnického stratovulkanického komplexu a jsou v podzemí vzájemně propojeny jednotlivými štolami, zčásti průchozími jsou i v současnosti.
V roce 1376 je Banská Hodruša doložena jako vnější část města Banské Štiavnice. Její takto formulovanou částí byla po správné stránce až do roku 1952, tedy plných 576 let.
Dolné Hámre byly do roku 1948 uváděny jako Dolné Hámry.
V místních částech Dolné Hámre a Kopanice se obyvatelé kromě hornictví a zpracování vytěžené rudy věnovali také zemědělské výrobě. V části Dolné Hámre bylo od konce 19. století i zpracování vytěženého stříbra v továrně Sandrik, kde se vyráběly hlavně stříbrné příbory a další předměty pro servírování, ale i bohatě tvarované ručně tepané čajové a kávové soupravy, mísy, sakrální předměty – kalichy, monstrance, svícny. Na světové výstavě v Paříži v roce 1900 získala továrna Sandrik pro tehdejší Uhersko stříbrnou medaili v kategorii „zpracování kovu“. Zvláštní uznání získala Mísa s nymfami. Od roku 1902 při továrně působila i první učňovská škola – jejíž současnou pokračovatelkou je dnes Soukromá Střední Umělecká Škola .

## Pamětihodnosti
V obci je památková zóna.

### Památkové objekty UNESCO
V rámci vymezování hranic území Banská Štiavnica a okolí, zapsaného do Seznamu světového kulturního dědictví (UNESCO) bylo do seznamu zařazeno 20 objektů, které dnes patří do katastrů obce Hodruša-Hámre:
1. Povrchové dobývky na žíle Rabenstein
2. Dolnohodrušský tajch
3. Štola Rozália
4. Štola Prostřední doly Všech svatých
5. Objekty šachty Lill
6. Štola Birnbaum
7. Brennerštolniansky tajch
8. Hodrušské dědičná štola (Dědičná štola císaře Františka I. Lotrinského)
9. Voznická dědičná štola (Dědičná štola císaře Josefa II.)
10. Přívodní jarky a vodní štoly v Hodruši a Dolních Hámre
11. Dědičná štola Moder v Kopanice
12. Povrchové dobývky na Baništi v Kopanice
13. Moderštôlniansky Tajch v Kopanice
14. Štola Jan Křtitel (Baptista)
15. Štola Dolní Schöpfer
16. Flotačních úpravna, nacházejí vlevo, vedle státní silnice do Banské Štiavnice na začátku místní části Banská Hodruša.
17. Budova drtič, nacházející se vedle flotační úpravny.
18. Šachty Mayer I.
19. Mayer II., Nacházející se na konci katastrálního území Dolní Hámre, těsně u státní silnici směrem na Banskou Štiavnici.
20. Hornická klopačka nacházející se asi 200 m od Náměstí Kalvárie směrem do horní Hodruša. Základy této renesanční kamenné hranolovité věže na vrchu ukončené krytou ochozem pocházejí z roku 1521. První Klopačka, jejíž údery svolávali horníky do práce v okolních dolech a jejíž zvuk úderů byl signálem i k největšímu sociálnímu povstání Hodrušské horníků v letech 1525-1526, se zmiňuje již v první polovině 16. století.

### Sakrální objekty

#### Římskokatolická církev
- Kostel sv. Mikuláše z roku 1387
- Kostel sv. Petra a Pavla z roku 1577
- Kostel sv. Alžběty Uherské v Dolních Hamrech[8]
- Kaple sv. Jana Nepomuckého z roku 1865
- Kaple Panny Marie z roku 1946

#### Evangelická církev
- Kostel v Kopanicích[9]
- Kostel v Banské Hodruši[10]

## Rodáci
- Samuel Mikler (* 1835 – † 1909), pedagog a kněz
- Richard Osvald (* 1845 – † 1926), římskokatolický kněz, novinář, publicista, předseda Matice slovenské a politik
- Samuel Piltz (* 1888 – † 1951), důlní inženýr
- Emil Lukáč (* 1900 – † 1979), básník a překladatel
- Július Pázmán (* 1907 – † 1982), slovenský finančník
- Marta Černická-Bieliková (* 1920 – † 2002), herečka
- Emil Scheimer (* 1923 – † 2007), církevní hodnostář, charismatický kněz
- Harry Macourek (* 1923 – † 1992), dirigent a hudební skladatel